# Walter Zunino
Walter Zunino (Capital Federal, Argentina, 13 de noviembre de 1981) es un exfutbolista y actual entrenador argentino.

## Trayectoria

### Selección nacional
En marzo de 1999 con tan solo 17 años fue seleccionado por José Pekerman para jugar en el equipo de Sparring que fue llevado para la selección de Marcelo Bielsa en la gira por Holanda. En el 2000 mientras jugaba en Italia fue convocado para disputar un amistoso con la selección sub-20 frente a Newell's Old Boys. Más tarde quedaría fuera de la lista para el Sudamericano del 2001 a disputarse en Ecuador. 

### Clubes
Es recordado por su gol ante River Plate, jugando para Aldosivi en la Primera B Nacional 2011/12 en el Nuevo Gasómetro.
| Club                       | País      | Año       |
| -------------------------- | --------- | --------- |
| Platense                   | Argentina | 1999      |
| River Plate (Uruguay)      | Uruguay   | 2000      |
| Vicenza                    | Italia    | 2000-2001 |
| Nueva Chicago              | Argentina | 2001-2002 |
| El Porvenir                | Argentina | 2003-2005 |
| Instituto                  | Argentina | 2005-2006 |
| Olimpo                     | Argentina | 2006-2007 |
| Atlético de Rafaela        | Argentina | 2007-2008 |
| Platense                   | Argentina | 2008-2010 |
| Gimnasia y Esgrima (Jujuy) | Argentina | 2010-2011 |
| Aldosivi                   | Argentina | 2011-2013 |
| Almirante Brown            | Argentina | 2013-2015 |
| Agropecuario               | Argentina | 2016      |
| Club El Porvenir           | Argentina | 2016-2017 |

- Datos: Q4018045